# Longford (Londres)
Pour les articles homonymes, voir Longford.
Longford est une zone anglaise située à l'ouest de Londres, dans le borough londonien de Hillingdon.